# ایگور (نام)
ایگور (روسی: Его́р, [jɪˈɡor]) یک نام در زبان روسی است. ایگور برآمده از نام یونانی گریگور است.

ایگور ممکن است به افراد زیر اشاره کند:
- ایگور دیاکونوف
- ایگور اشتیماتس
- ایگور استراوینسکی
- ایگور تودور
- ایگور دی سوزا
- ایگور کاسینا
- ایگور سیکورسکی
- ایگور کاوالرا
- ایگور لیگاچف